# Куинлан, Элизабет
Элизабет Куинлан (англ. Elizabeth Quinlan) — доцент кафедры социологии в Университете Саскачевана и ассоциированный член его Программы женских и гендерных исследований. В 2017 году она получила национальную премию за равенство и справедливость от Канадской ассоциации преподавателей университетов (CAUT) в знак признания её работы по поддержке справедливой практики найма и борьбе с сексуальным насилием.

## Образование
Элизабет Куинлан получила степень бакалавра наук по математике в Университете Саскачевана в 1993 году. В 1997 году она получила степень магистра в области изучения учебных программ в Институте исследований в области образования Онтарио и Университете Торонто, защитив диссертацию на тему «Участие женщин в программах канадских университетов по математике». В 2004 году она получила докторскую степень по междисциплинарным исследованиям в Университете Саскачевана. Её диссертация «Гендерные детерминанты участия в профессиональном обучении в Канаде» получила премию Университета Сиднея за лучшую диссертацию в области профессиональных и прикладных социальных наук.

## Научный вклад
Куинлан является одним из основателей Коалиции против сексуального насилия в Университете Саскачевана (CASA-UofS) и входит в состав Совета по труду Саскатуна и округа, а также Исполнительного совета Федерации труда Саскачевана. Она работала в совете Центра информации и борьбы с сексуальным насилием в Саскатуне (SSAIC), Женской референтной группы Совета по развитию трудовых ресурсов Саскачевана и Саскачеванского отделения Канадского исследовательского института по улучшению положения женщин.

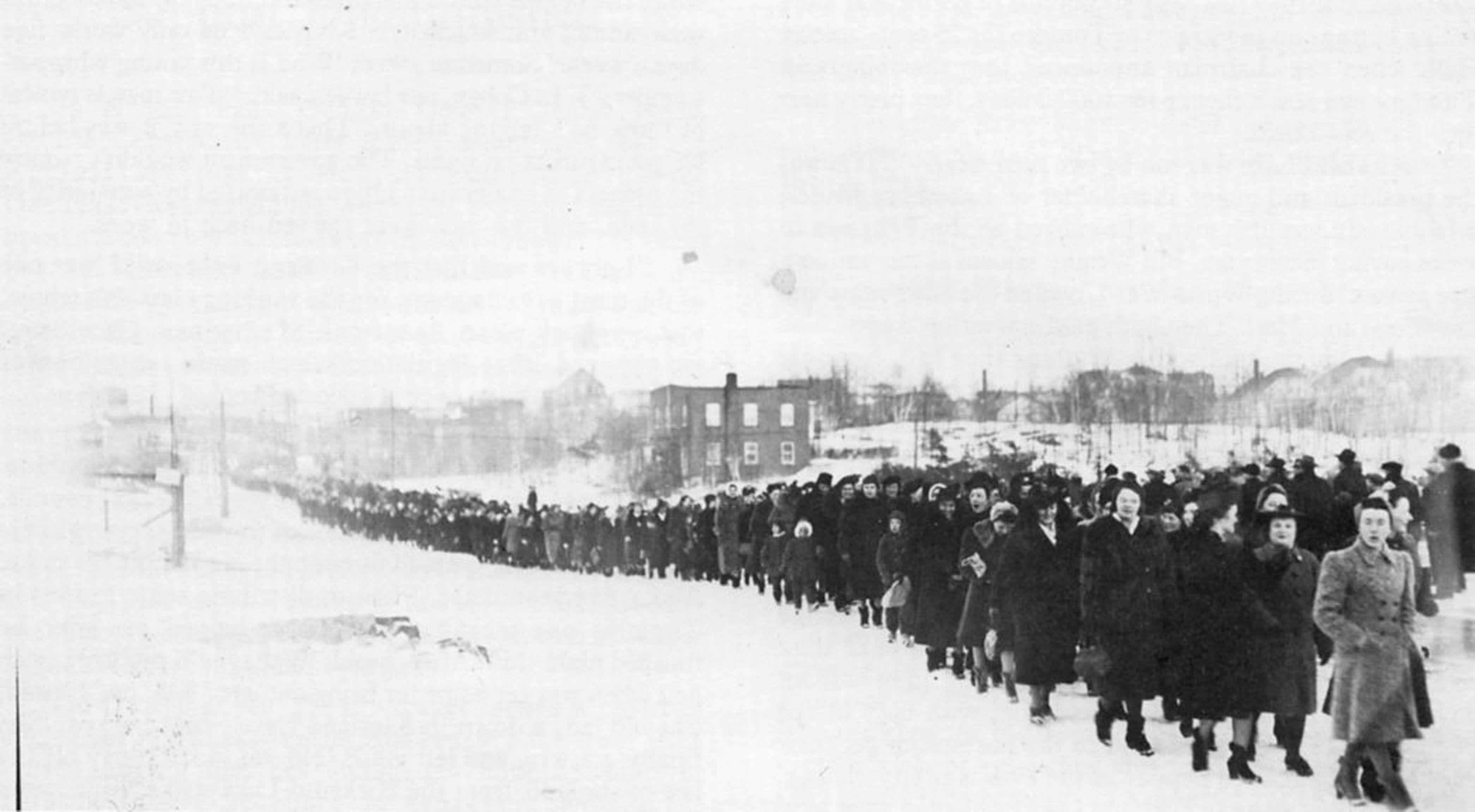
2-мильный пикет женщин и детей во время забастовки в Киркланд-Лейк в 1941 году

В 2016 году Элизабет Куинлан поручила драматургу Дженнифер Уинн Веббер создать оригинальную пьесу, основанную на одной из областей исследований Куинлан: роли женщин в рабочем движении Канады. Пьеса Веббер «С горящими сердцами: как обычные женщины работали вместе, чтобы изменить мир (и сделали это)» получила премию Best of the Fest Award на театральном фестивале Saskatoon Fringe Theatre Festival 2016 года. Женские вспомогательные организации Международного профсоюза горняков, рабочих лесопилок и металлургов (IUMMSW) выступали в качестве защитников прав трудящихся и социальных организаторов в своих общинах в 1940-х, 50-х и 60-х годах. Их роль в забастовке в Киркланд-Лейк в 1941—1942 годах была ключевой и привела к принятию канадского трудового законодательства, требующего от работодателей признавать профсоюзы и вести с ними переговоры.
Куинлан использовала театр участия как инструмент для изучения и решения проблемы притеснений на рабочем месте в учреждениях здравоохранения. Исследование сосредоточено на условиях труда лиц, непосредственно оказывающих медицинскую помощь, чей труд необходим для здоровья и благополучия всё большего числа канадских семей. Некоторые из этих лиц, оказывающих уход, являются рядовыми участниками процесса ухода за больными в конце жизни: они кормят, помогают ходить в туалет, гуляют, одевают и успокаивают жителей домов престарелых. Когда притеснения на рабочем месте накладываются на такую сложную работу, стресс увеличивает риски для здоровья этих поставщиков услуг по уходу, а следовательно, и получателей их услуг. Финансирование со стороны Канадского института исследований в области здравоохранения позволило Куинлан работать с помощниками, дипломированными медсёстрами (RN) и лицензированными практическими медсестрами (LPN). Куинлан также была одним из руководителей проекта, направленного на улучшение качества жизни людей, переживших рак, посредством творческой практики.
Куинлан была соредактором книги «Сексуальное насилие в канадских университетах: активизм, институциональные меры реагирования и стратегии изменений» издательства Wilfrid Laurier University Press (2017). В сборнике подробно рассматриваются и анализируются случаи сексуального насилия в канадских кампусах.